# Bisdom Socorro y San Gil
Het bisdom Socorro y San Gil (Latijn: Dioecesis Succursensis et Sancti Aegidii) is een rooms-katholiek bisdom met als zetels San Gil en Socorro, in Colombia. Het bisdom is suffragaan aan het aartsbisdom Bucaramanga. 

## Geschiedenis
Het bisdom werd opgericht op 20 maart 1895, als bisdom Socorro, uit delen van het bisdom Nueva Pamplona. Op 19 januari 1928 veranderde het van naam naar Socorro y San Gil. Het wisselde meermaals van kerkprovincie en was achtereenvolgens suffragaan aan de aartsbisdommen Bogota (1895), Nueva Pamplona (1956), Tunja (1964), en Bucaramanga (1974).

## Parochies
Het bisdom had in 2020 een oppervlakte van 6.734 km2 en telde 240.322 inwoners waarvan 94,9% rooms-katholiek was.  

## Bisschoppen
- Evaristo Blanco (19 april 1897 - 27 maart 1909)
- Francisco Cristóbal Toro (18 oktober 1910 - 16 december 1913)
- Antonio Vicente Arenas y Rueda (28 mei 1914 - 19 juli 1922)
- Leonidas Medina (7 maart 1923 - 19 juli 1947)
- Ángel María Ocampo Berrio (19 juli 1947 - 6 december 1950; coadjutor sinds 23 juni 1942)
- Aníbal Muñoz Duque (8 april 1951 - 18 december 1952)
- Pedro José Rivera Mejía (20 februari 1953 - 25 oktober 1975)
- Ciro Alfonso Gómez Serrano (25 oktober 1975 - 19 januari 1980; coadjutor sinds 24 juli 1972)
- Víctor Manuel López Forero (6 december 1980 - 7 juni 1985)
- Jorge Leonardo Gómez Serna (6 maart 1986 - 3 november 2001)
- Ismael Rueda Sierra (27 juni 2003 - 13 februari 2009)
- Carlos Germán Mesa Ruiz (2 februari 2010 - 12 december 2019)
- Luis Augusto Campos Flórez (12 december 2019 - heden)

## Galerij van afbeeldingen

Wapen van het bisdom Socorro y San Gil
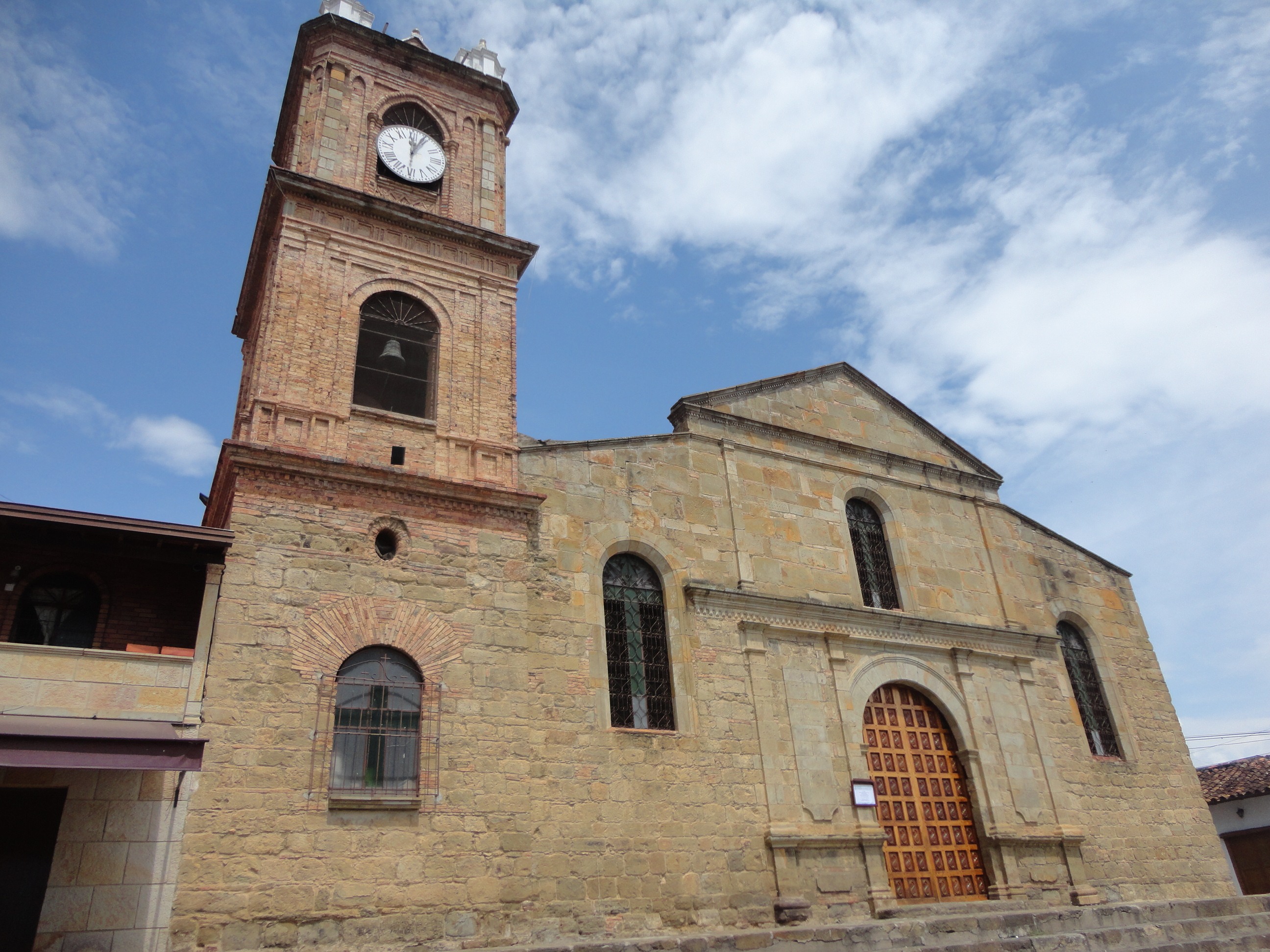
Cokathedraal van Socorro in 2013

Bucaramanga (aartsbisdom) · Barrancabermeja · Málaga-Soatá · Socorro y San Gil · Vélez